# كرزيسستوف ماتيجازيفسكي
كرزيسستوف ماتيجازيفسكي (بالبولندية: Krzysztof Matyjaszewski)‏ (من مواليد 8 أبريل 1950) هو كيميائي،  ومهندس،  وأستاذ جامعي بولندي أمريكي. وهو أستاذ العلوم الطبيعية في جيه سي وارنر في جامعة كارنيجي ميلون اشتهر ماتيجازيفسكي باكتشاف بلمرة جذرية لنقل الذرات، وهي طريقة جديدة لتخليق البوليمرات التي أحدثت ثورة في طريقة صنع الجزيئات الكبيرة. في عام 2011، كان أحد الفائزين المشاركين في جائزة وولف المرموقة في الكيمياء.